# Mjöasjö, Halland
Mjöasjö är en sjö i Falkenbergs kommun i Halland och ingår i Ätrans huvudavrinningsområde. Sjöns area är 0,025 kvadratkilometer och den befinner sig 131 meter över havet.